# Tefrítids
Els tefrítids (Tephritidae) és una famílies de dípters braquícers de l'infraordre dels esquizòfors. Es coneixen com a mosques de la fruita, nom que comparteixen amb la família Drosophilidae. La descripció, recategorització, i anàlisi genètica estan constantment canviant la taxonomia d'aquesta família.
Tenen gran importància en agricultura, alguns dels seus efectes són positius i altres són negatius. Al gènere Bactrocera pertany la mosca de l'olivera (B. oleae), una greu plaga per a aquest cultiu.
D'altra banda hi ha espècies que es fan servir en el control biològic i algunes espècies del gènere Urophora es fan servir contra males herbes nocives com algunes del gènere Centaurea, malgrat que la seva efectivitat es qüestionada.
Algunes espècies fan agalles en algunes plantes.

## Taxonomia
Els Tephritidae estan agrupats en diverses subfamílies:
- Blepharoneurinae (5 gèneres i 34 espècies)
- Dacinae (41 gèneres, 1066 espècies)
- Phytalmiinae (95 gèneres, 331 espècies)
- Tachiniscinae (8 gèneres, 18 espècies)
- Tephritinae (211 gèneres, 1859 espècies)
- Trypetinae (118 gèneres, 1012 espècies)
- Chaetostomella cylindrica

Els gèneres Oxyphora, Pseudorellia i Stylia, comprenen 32 espècies, i no estan inclosos en cap subfamília (incertae sedis).